# 赤城山晃
赤城山 晃（あかぎやま あきら、1926年8月30日 - 1990年4月2日）は、群馬県藤岡市出身で時津風部屋に所属した元大相撲力士。本名は松田 鍬次郎（まつだ くわじろう）。身長176cm、体重90kg。最高位は東十両10枚目。得意手は右四つ、下手投げ。

## 来歴
1942年5月場所に15歳で初土俵を踏む。1949年1月場所で十両に昇進。1951年1月場所では十両下位で、4勝11敗と大敗。幕下に陥落した1951年5月場所限り、24歳で廃業した。

## 主な成績
- 通算成績：86勝79敗19休 勝率.521
- 十両成績：36勝52敗 勝率.409
- 現役在位：21場所
- 十両在位：6場所

### 場所別成績
| 1942年 （昭和17年） | x                  | （前相撲）              | x                   |
| 1943年 （昭和18年） | （前相撲）         | 西序ノ口15枚目 5–3      | x                   |
| 1944年 （昭和19年） | 東序二段45枚目 7–1 | 東三段目41枚目 2–3      | 西序二段5枚目 0–1–4 |
| 1945年 （昭和20年） | x                  | x                       | 東三段目15枚目 3–2  |
| 1946年 （昭和21年） | x                  | x                       | 東幕下34枚目 6–1    |
| 1947年 （昭和22年） | x                  | 西幕下7枚目 3–2         | 西幕下筆頭 1–5      |
| 1948年 （昭和23年） | x                  | 東幕下16枚目 4–2        | 東幕下9枚目 5–1     |
| 1949年 （昭和24年） | 西十両13枚目 6–7   | 東十両14枚目 8–7        | 東十両12枚目 7–8    |
| 1950年 （昭和25年） | 東十両14枚目 5–10  | 東幕下筆頭 10–5         | 東十両10枚目 6–9    |
| 1951年 （昭和26年） | 東十両14枚目 4–11  | 西幕下5枚目 引退 0–0–15 | x                   |
| 各欄の数字は、「勝ち-負け-休場」を示す。 優勝 引退 休場 十両 幕下 三賞：敢=敢闘賞、殊=殊勲賞、技=技能賞 その他：★=金星 番付階級：幕内 - 十両 - 幕下 - 三段目 - 序二段 - 序ノ口 幕内序列：横綱 - 大関 - 関脇 - 小結 - 前頭（「#数字」は各位内の序列） |                    |                         |                     |

## 改名歴
- 松田 鍬次郎（まつだ くわじろう）1942年5月場所 - 1946年11月場所
- 赤城山 晃（あかぎやま あきら）1947年6月場所 - 1951年5月場所